# 迎恩门 (山海关)
40°00′19″N 119°44′41″E / 40.00518°N 119.74471°E

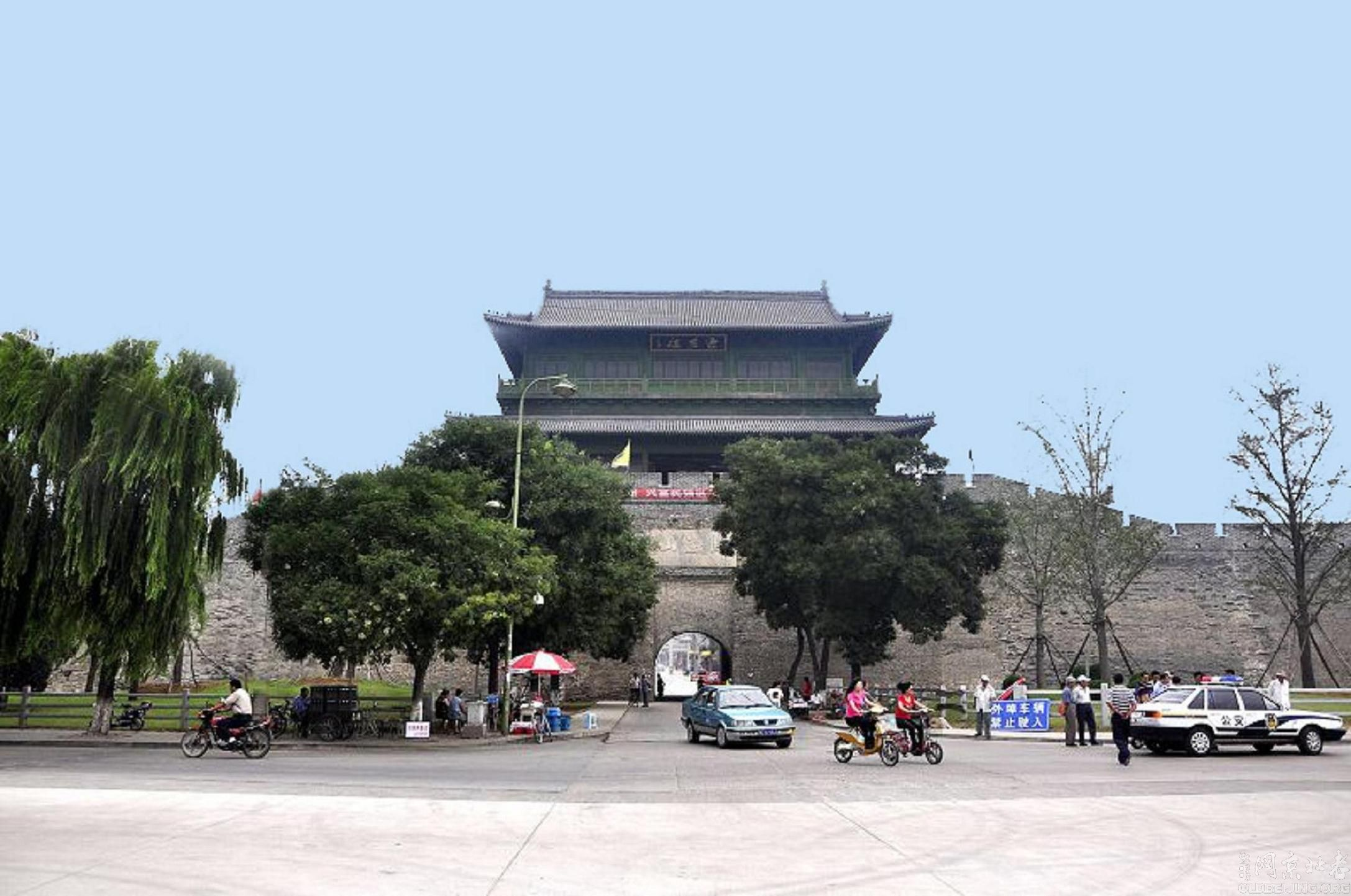
迎恩门，山海关西门

山海关迎恩门是位于河北省秦皇岛市山海关区的山海关古城的西门，外与通往京城的御道西关相通，是过关之人的必经之路。清朝皇帝曾经多次出入此门。
迎恩门上的箭楼规格与山海关东门的第一关相同。迎恩门外有瓮城，城外有护城河。瓮城内，建有一座供守城士兵祭拜的关帝庙。西门瓮城内在明清时期是处决死刑犯的刑场。辛亥革命后，枪决取缔砍头刑后，刑场被移到爬神庙一带。